# Friedrich Grade

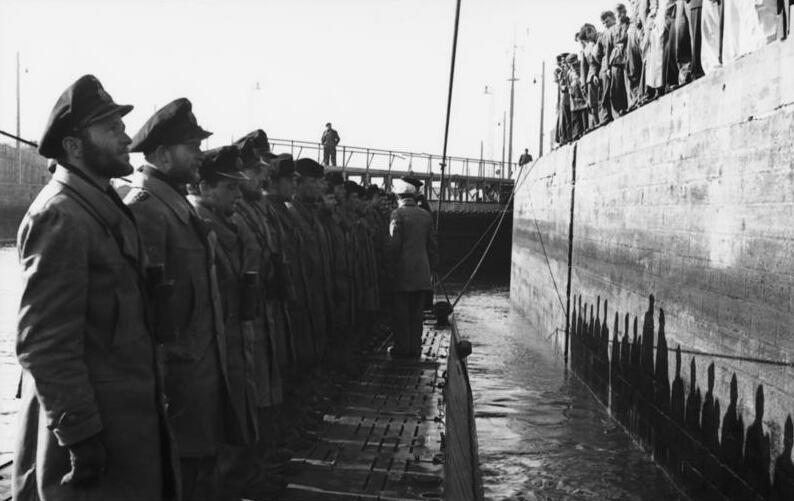
El U 96 zarpando de Saint-Nazaire el 23 de marzo de 1942.

Friedrich Wilhelm Ernst Grade (Büdelsdorf, 29 de marzo de 1916-Bornheim, 13 de octubre de 2023) fue un ingeniero y oficial naval alemán, quien durante la Segunda Guerra Mundial sirvió como ingeniero jefe de máquinas en el arma submarina (U-Boot-Waffe) de la Kriegsmarine. Después de la guerra se hizo famoso por su servicio a bordo del submarino U 96, habiendo sido el principal asesor técnico durante la grabación de la película Das Boot, y, más recientemente, por sus diarios sobre el servicio a bordo del submarino alemán, sus operaciones y el día a día del personal.

## Biografía
Friedrich Grade se alistó en la Reichsmarine en 1935, pocos meses antes de convertirse en la Kriegsmarine bajo el Gobierno nazi. Pasó la fase de entrenamiento como cadete de ingeniería a bordo del Emden, un crucero ligero conocido por ser el primer gran barco en construirse para la Reichsmarine con permiso de los Aliados tras la Primera Guerra Mundial, que durante la recta final del período de entreguerras sirvió como buque escuela. Se graduó en 1936 como ingeniero de máquinas con un grado equivalente al de alférez de fragata.
Al comenzar las operaciones submarinas alemanas en la Segunda Guerra Mundial, Grade fue asignado al U 96, un submarino de la clase Tipo VII C, donde prestaría servicio durante la mayor parte de la contienda (destacada por una feroz guerra submarina indiscriminada de ambos bandos). En aquel entonces, los submarinos alemanes de la U-Boot-Waffe solo contaban con un oficial en la sala de máquinas, siendo el resto de miembros del personal suboficiales (incluido el jefe de la sala) y marineros. Como único oficial de máquinas, fue designado ingeniero jefe del submarino (cargo señalado en alemán con las siglas LI, de Leitender Ingenieur), con el rango de Oberleutnant zur See (paralelo a alférez de navío o teniente). Tratándose de un submarino con una tripulación máxima de 45 personas, era el segundo mayor rango en la jerarquía interna, compartido con el primer oficial (segundo al mando). Por sus arriesgadas misiones, fue condecorado con los demás oficiales del submarino con la Cruz Alemana en oro.
Grade fue el último testigo vivo de las misiones de combate del U 96, ya que el resto de miembros de la tripulación perdieron su vida durante el bombardeo aliado de la base naval de Wilhelmshaven, a escasas semanas del fin de la guerra en Europa. En el bombardeo se hundieron la mayoría de buques atracados en el puerto, incluido el U 96. Inmediatamente después, Grade fue destinado a bordo del U 183 (un submarino del mismo modelo), donde completó dos misiones antes de ser nombrado jefe instructor técnico del arma submarina con el grado de Kapitänleutnant (paralelo a teniente de navío), cargo que desempeñó durante las escasas semanas que quedaban hasta la capitulación de Alemania.

### Después de la guerra
Al comienzo del período conocido como el milagro económico alemán, Grade trabajó en la empresa naviera de su suegro en Eckernförde, unos 25 km al norte de Kiel (Schleswig-Holstein). En 1951, con la industria naval alemana en plena recuperación, se mudó con su familia a Remscheid para formarse como técnico-ingeniero de exportación.
En 1958, tres años tras la fundación de la Bundeswehr, el veterano oficial de la Kriegsmarine ingresó en la recién formada Bundesmarine en Bonn, con el grado de capitán de fragata, liderando el proyecto de desarrollo de un nuevo submarino, el primero permitido tras la guerra. Al jubilarse, obtuvo el grado honorario de capitán de navío (Kapitän zur See).

#### Asesor de novelas y películas
El submarino U 96 se hizo mundialmente famoso en 1973 gracias a la novela Das Boot de Lothar-Günther Buchheim y la posterior adaptación cinematográfica de Wolfgang Petersen en 1981. Antes que esto, ya se consideraba en Alemania la máxima muestra de competencia y valentía al haber sobrevivido todas sus misiones en el Atlántico y el Mediterráneo, también en tiempos cuando los submarinos alemanes sufrían importantes pérdidas debido al desarrollo de tecnologías de detección por las fuerzas aliadas. De hecho, su hundimiento se produjo mientras fondeaba en el puerto alemán tras retornar de una de sus patrullas más arriesgadas. 
Durante décadas, Friedrich Grade fue considerado el máximo representante de la generación de submarinistas de la guerra, y sobre todo de dicho submarino. En 1970, aún estando en servicio en la Bundesmarine, trabajó en la revisión de la novela Das Boot de Buchheim, quien había sido durante la guerra corresponsal a bordo del mismo U 96, formando parte de su tripulación. Durante el rodaje de la película homónima, fue llamado para asesorar en temas técnicos, bélicos y sobre la vida en el submarino, todos ellos detallados con mucha precisión a lo largo de la película, en la que la persona de Grade fue interpretada por Klaus Wennemann. 

#### Diarios de la guerra
En 2017, de cara a su 100 cumpleaños, Grade publicó sus diarios de las misiones de combate del U 96, que había llevado en secreto durante las operaciones del buque y que nunca había revelado antes. En 2018, su historia, basada en dichos diarios, fue recogida en la serie adaptada Das Boot.

### Vida personal
Friedrich Grade estaba casado y tenía dos hijos —ambos nacidos durante la Segunda Guerra Mundial—, nietos y bisnietos. Tras jubilarse definitivamente de la armada alemana en 1972, él y su familia se mudaron de vuelta de Bonn a Eckernförde, donde viviría hasta sus últimos años de vida, los cuales pasaría en una residencia en Bornheim, a las afueras de Bonn, donde murió el 13 de octubre de 2023 a la edad de 107 años, siempre disfrutando de un buen estado de salud a pesar de su avanzada edad.